# Jamie Carragher
James Lee Duncan "Jamie" Carragher (sinh ngày 28 tháng 1 năm 1978) là một cựu cầu thủ và bình luận viên bóng đá người Anh từng chơi ở vị trí hậu vệ.
Carragher là cầu thủ chỉ thi đấu cho 1 câu lạc bộ, anh khởi nghiệp cùng đội trẻ của Liverpool. Anh có trận đấu đầu tiên ở mùa giải 1996-1997 và có vị trí số 1 từ mùa giải sau đó. Anh có danh hiệu đầu tiên vào năm 2001, vô địch FA Cup, League Cup và UEFA Cup. Ban đầu anh là một hậu vệ đa năng, nhưng từ khi Rafael Benítez chuyển đến vào năm 2004 Carragher chuyển vào chơi ở vị trí trung vệ và mùa giải đó chứng kiến thành công rực rỡ với danh hiệu Cúp C1. Ở mùa giải sau đó, anh vô địch FA Cup và được bầu chọn trong đội hình tiêu biểu của Premier League của năm. Carragher đạt kỉ lục là người ra sân nhiều nhất ở đấu trường châu Âu cho Liverpool vào năm 2007.
Ở cấp độ đội tuyển quốc gia, Carragher đạt kỉ lục là người ra sân nhiều nhất ở cấp độ U-21 và lên chơi cho đội tuyển quốc gia vào năm 1999. Mặc anh tham dự cả Euro 2004 và World Cup 2006, anh vẫn thất bại trong việc giành vị trí số một ở đội tuyển Anh. Thất bại với việc chỉ là sự thay thế cho vị trí tiền vệ lùi, Carragher quyết định chia tay sự nghiệp thi đấu quốc tế vào năm 2007, với 38 lần ra sân. Anh cho ra mắt cuốn tự truyện, Carra, vào năm 2008. Sau khi mùa giải 2012-13 kết thúc, Carragher chính thức giã từ sự nghiệp thi đấu quốc tế sau 23 năm thi đấu chuyên nghiệp.

## Sự nghiệp câu lạc bộ
Sinh ở Bootle, Merseyside, Carragher gia nhập trường đào tạo bóng đá trẻ của FA ở Lilleshall từ khi còn nhỏ và từng là thành viên của Liverpool vô địch cúp FA dành cho các đội trẻ vào năm 1996 cùng người bạn Michael Owen. Anh ký hợp đồng thi đấu chuyên nghiệp vào tháng 10 năm 1996 và sau đó có trận đấu đầu tiên dưới thời huấn luyện viên Roy Evans 3 tháng sau ở lượt về bán kết cúp Liên đoàn bóng đá Anh tiếp Middlesbrough, vào sân từ ghế dự bị thay Rob Jones. Tiếp đó là lần ra sân đầu tiên ở Premier League, khi vào sân từ ghế dự bị trong trận tiếp West Ham United. Anh sau đó ra sân từ đầu tron trận tiếp Aston Villa và gây ấn tượng với bàn đầu tiên từ một cú đánh đầu trong chiến thắng 3-0 đưa Liverpool lên ngôi đầu bảng xếp hạng, nhưng sau đó Liverpool chỉ về đích với vị trí thứ tư. Vào mùa giải 1997-98, Carragher được đưa vào đội hình chính, và có 20 trận ra sân ở Premier League. Ở mùa giải tiếp đó anh thi đấu hầu hết tất cả các trận ở đội chính, chỉ bỏ lỡ 4 trận, và anh được Kevin Keegan gọi vào đội tuyển quốc gia.
Thời gian đầu anh được dùng như một cầu thủ đa năng, chơi cả ở vị trí trung vệ, hậu vệ phải, hậu vệ trái và tiền vệ lùi. Vào mùa giải 1999-2000, anh được giao nhiệm vụ đá hậu vệ phải, mùa giải này chứng kiến một trong những khoảng khắc đáng quên nhất trong sự nghiệp của Carragher khi anh phản lưới nhà 2 quả trong trận thua 3-2 trước Manchester United ở sân nhà, sau đó vào mùa giải 2000-01 anh chuyển sang đá hậu vệ trái. Năm 2001 cũng chứng kiến những danh hiệu đầu tiên trong sự nghiệp Carragher: cúp FA, cúp UEFA, cúp Liên đoàn bóng đá Anh (anh ghi bàn trong trận chung kết tiếp Birmingham), siêu cúp Anh và Siêu cúp bóng đá châu Âu.
Anh đã gây ấn tượng không tốt vào tháng 1 năm 2002 trong trận đấu ở cúp FA tiếp Arsenal, khi anh ném một đồng xu lên khá đài sau khi nó đã được ném vào anh. Carragher nhận thẻ đỏ vào phải chịu hình phạt từ liên đoàn bóng đá Anh. Từ năm 2002 cho tới năm 2004 Carragher đã phải chịu 2 chấn thương nặng, cái đầu tiên ở đầu gối khiến anh lỡ World Cup 2002 và sau đó anh đã bị gãy chân sau cú phạm lỗi của Lucas Neil tron trận tiếp Blackburn Rovers trong trận đấu thứ năm của câu lạc bộ trong mùa giải. Trong mùa giải đó, vị trí của Carragher cũng đã được thay thế bởi hai tân binh Steve Finnan và John Arne Riise. Tuy nhiên, anh vẫn lấy lại được vị trí số 1, với 24 lần ra sân trong giai đoạn đầu năm 2004.
Mùa giải 2004-05 là một bước tiến mới trong sự nghiệp Carragher. Tân huấn luyện viên Rafael Benítez để anh chơi ở vị trí trung vệ nơi anh đã có 56 trận cùng Sami Hyypia. Carragher chứng tỏ được khả năng ở vj trí trung vệ. Carragher được biết đến như một hậu vệ khoẻ và chọn vị trí thông minh. Anh cùng Hyypia trở thành những cầu thủ chủ chốt trong chức vô địch cúp C1 mùa bóng 2004-05. Một trong những khoảnh khắc đáng nhớ nhất trận là khi Carragher thực hiện 2 cú chặn bóng liên tiếp ở hiệp phụ. Carragher được bầu chọn là cầu thủ Liverpool hay nhất mùa giải. Anh sau đó đeo băng đội trưởng trong trận thắng trước CSKA Moscow ở trận siêu cúp châu Âu 2005.
Vào ngày 13 tháng 5 năm 2006, Carragher chơi trong trận chung kết cúp FA gặp West Ham United. Đó là trận chung kết thứ 10 trong 10 năm của anh ở đội bóng. Anh thực hiện một cú phản lưới nhà ở phút 21, nhưng Liverpool vẫn thắng 3-1 trên chấm penalty sau kết quả 3-3 ở hiệp chính và hiệp phụ.
Vào ngày 9 tháng 12 năm 2006, Carragher ghi bàn đầu tiên ở giải ngoại hạng Anh từ tháng 1 năm 1999, trong trận tiếp Fulham ở Anfield. Đối tác của anh ở vị trí trung vệ Daniel Agger tạt bóng sau một quả phạt góc, và Carragher đưa bóng vào góc xa khung thành thủ môn Jan Lastuvka. Đó mới chỉ là bàn thắng thứ tư của anh cho Liverpool trong sự nghiệp.
Trong trận bán kết lượt về cúp Champions League tiếp Chelsea vào ngày 1 tháng 5 năm 2007, Carragher lập kỉ lục về số lần ra sân cho câu lạc bộ ở cúp châu Âu. Đó là lần thứ 90 của anh, phá vỡ kỉ lục 89 lần của Ian Callaghan từ năm 1964 đến 1978. Carragher được bầu chọn là cầu thủ xuất sắc nhất mùa giải 2006-07 bởi cổ động viên và sau đó gia hạn hợp đồng đến năm 2011. Mùa giải đó cũng chứng kiến việc Carragher chia tay đội tuyển quốc gia do được ra sân quá ít dưới thời huấn luyện viên Steve McClaren.
Mùa giải 2007-08 chứng kiến lần ra sân thứ 500 của Carragher cho Liverpool. Anh là đội trưởng ở trận đó và hiện đứng thứ 9 trong bảng xếp hạng các cầu thủ thi đấu nhiều nhất cho Liverpool.
Vào ngày 18 tháng 5 năm 2009, trong trận tiếp West Bromwich Albion, Carragher đã tham gia vào vụ xô xát với đồng đội Álvaro Arbeloa nhưng rất may 2 cầu thủ này đã được can bởi 2 đồng đội Xabi Alonso, Daniel Agger và một số cầu thủ khác. Huấn luyện viên Rafael Benítez sau đó đã từ chối trả lời bất cứ điều gì về vấn đề này. Cựu hậu vệ đội tuyển Anh sau đó giải thích, "Chúng tôi muốn giữ sạch lưới và muốn Reina có danh hiệu đôi găng tay vàng."

## Thi đấu quốc tế
Vào năm 1996, Carragher có trận đầu tiên ra sân cho đội tuyển U-21 Anh. Chơi ở vị trí tiền vệ thủ, anh trở thành một nhân tố quan trọng trong đội bóng, và còn là đội trưởng. Vào năm 2000, khi anh trở thành không thể thay thế trong đội bóng, anh đạt kỉ lục là người ra sân nhiều nhất ở cấp độ U-21 với 27 lần. Kỉ lục này đã bị phá vỡ vào năm 2007 bởi thủ môn Scott Carson.
Vào ngày 28 tháng 4 năm 1999 anh có lần ra sân đầu tiên cho đội tuyển Anh, khi vào sân từ ghế dự bị trong trận tiếp Hungary. Anh có trận đấu đầu tiên thi đấu đầy đủ 90 phút trong trận tiếp Hà Lan ở sân White Hart Lane vào năm 2001. Carragher lỡ World Cup 2002 vì chấn thương, nhưng tham dự được Euro 2004. Anh sau đó kết thúc giải với không một lần được ra sân. Anh được chọn cho đội tuyển Anh ở World Cup 2006 ở Đức, và không được ra sân chính thức, nhưng được thay vào khi Gary Neville bị dính chấn thương.
Carragher đã từng chơi trung vệ, hậu vệ cánh phải và cánh trái, và cả tiền vệ phòng ngự cho đội tuyển Anh. Mặc dù anh là một nhân tố quan trọng ở cả câu lạc bộ và đội U21 trước đây nhưng anh chưa bao giờ là một cầu thủ quan trọng trong đội hình chính của đội tuyển. Cựu huấn luyện viên tuyển Anh Sven-Göran Eriksson thường sử dụng các trung vệ John Terry, Rio Ferdinand và Sol Campbell thay vì Carragher, và thường sử dụng anh ở vị trí hậu vệ cánh phải thay Gary Neville như anh đã làm ở World Cup 2006.
Vào ngày 1 tháng 7 năm 2006 Carragher là một trong 3 cầu thủ đá hỏng penalty trong trận tiếp Bồ Đào Nha ở tứ kết khiến đội tuyển Anh bị loại. Carragher đã vào sân thay Aaron Lennon ở cuối trận, đá thành công quả đầu tiên nhưng không được tính vì đá khi chưa có hiệu lệnh từ trọng tài, và ở quả thứ 2 thì anh đá hỏng.
Vào ngày 9 tháng 7 năm 2007 có thong tin cho rằng Carragher đã rút khỏi đội đội tuyển Anh. Carragher xác nhận điều này và cho biết anh đang nghĩ đến chuyện từ giã sự nghiệp thi đấu quốc tế, nhưng anh còn cần phải nói chuyện với huấn luyện viên đội tuyển khi đó là Steve McClaren và sẽ rút khỏi đội cho tới trận đấu tiếp theo gặp đội tuyển Đức để quyết định.
Carragher sau đó đã quyết định từ giã sự nghiệp thi đấu quốc tế. McClaren trước đó đã cố gắng thuyết phục anh trở lại đội tuyển, còn người thay thế McClaren sau này là Fabio Capello cho biết ông sẽ rất vui nếu Carragher trở lại đội tuyển. Carragher từ chối và cho biết anh sẽ không bao giờ trở lại đội tuyển nữa. Carragher nói anh không hạnh phúc với việc không được các huấn luyện viên cho đá trung vệ, mà thay vào đó thường để anh trám vào vị trí các hậu vệ cánh hoặc đá như một tiền vệ lùi.

## Đời tư

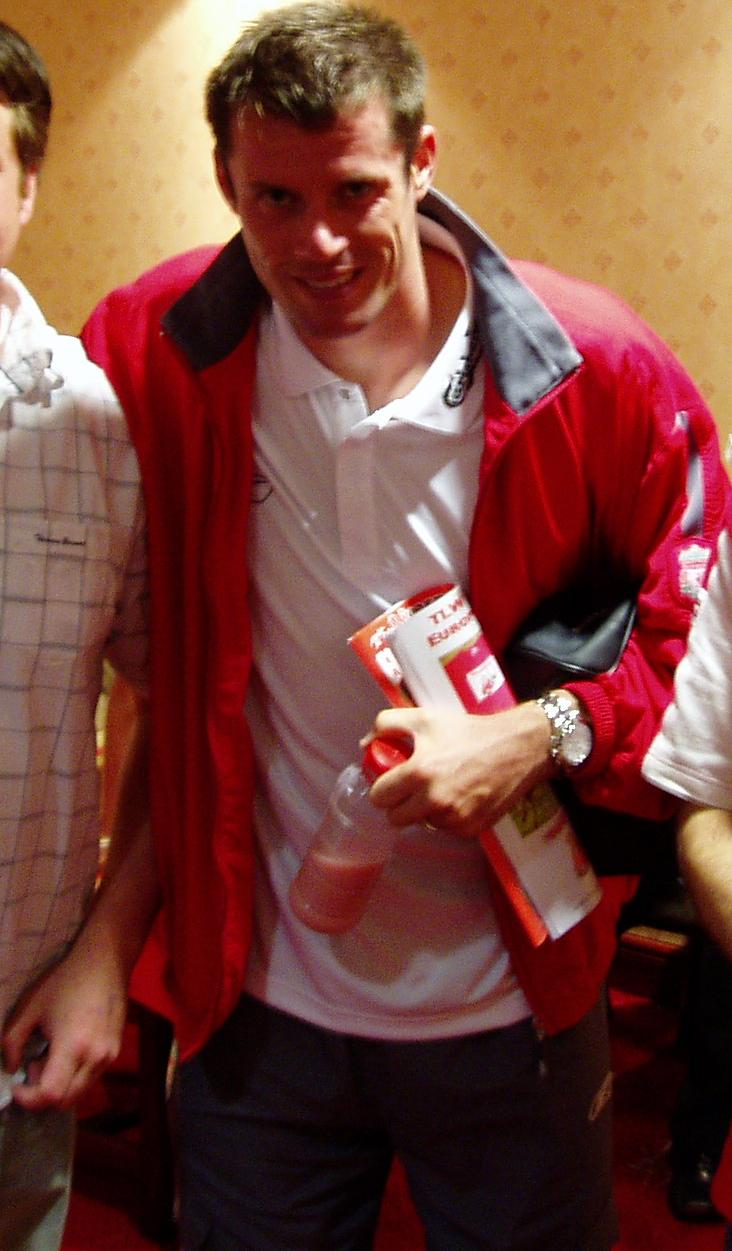
Carragher chụp ảnh với 1 cổ động viên

Carragher kết hôn với người yêu thời thơ ấu, Nicola Hart, vào năm 2005 và họ có hai con. Con trai anh, James, cũng là một cầu thủ bóng đá chuyên nghiệp hiện đang chơi cho Wigan Athletic. Carragher đã được trao Giải thưởng Tự do của Khu Sefton vì công việc từ thiện ở địa phương và là "tấm gương đặc biệt mà anh ấy nêu ra cho giới trẻ ngày nay" vào năm 2008. Anh ấy thỉnh thoảng đến thăm các trường học như một phần công việc từ thiện của mình, đề cao tầm quan trọng của gia đình mạng sống.
Về mặt chính trị, Carragher là người ủng hộ Đảng Lao động và ủng hộ Andy Burnham trong cuộc bầu cử lãnh đạo của ông vào năm 2010. Cuốn tự truyện của anh, Carra , được phát hành vào năm 2008. Carragher đã trở thành người bảo trợ cho Tổ chức từ thiện Alder Hey.
Vào ngày 8 tháng 4 năm 2020, trong thời gian xảy ra đại dịch COVID-19 ở Malta, trong một thông điệp động viên quốc gia, Carragher tiết lộ rằng anh là người gốc Malta thông qua người ông nội là người Malta Paul Vassallo.

## Thống kê sự nghiệp

### Câu lạc bộ
| Câu lạc bộ          | Mùa giải            | League              | League | League | FA Cup | FA Cup | League Cup | League Cup | Châu Âu | Châu Âu | Khác | Khác | Tổng cộng | Tổng cộng |
| Câu lạc bộ          | Mùa giải            | Hạng đấu            | Trận   | Bàn    | Trận   | Bàn    | Trận       | Bàn        | Trận    | Bàn     | Trận | Bàn  | Trận      | Bàn       |
| ------------------- | ------------------- | ------------------- | ------ | ------ | ------ | ------ | ---------- | ---------- | ------- | ------- | ---- | ---- | --------- | --------- |
| Liverpool           | 1996–97             | Premier League      | 2      | 1      | 0      | 0      | 1          | 0          | 0       | 0       | —    | —    | 3         | 1         |
| Liverpool           | 1997–98             | Premier League      | 20     | 0      | 0      | 0      | 2          | 0          | 1       | 0       | —    | —    | 23        | 0         |
| Liverpool           | 1998–99             | Premier League      | 34     | 1      | 2      | 0      | 2          | 0          | 6       | 0       | —    | —    | 44        | 1         |
| Liverpool           | 1999–2000           | Premier League      | 36     | 0      | 2      | 0      | 2          | 0          | —       | —       | —    | —    | 40        | 0         |
| Liverpool           | 2000–01             | Premier League      | 34     | 0      | 6      | 0      | 6          | 0          | 12      | 0       | —    | —    | 58        | 0         |
| Liverpool           | 2001–02             | Premier League      | 33     | 0      | 2      | 0      | 1          | 0          | 15      | 0       | 2    | 0    | 53        | 0         |
| Liverpool           | 2002–03             | Premier League      | 35     | 0      | 3      | 0      | 5          | 0          | 11      | 0       | 0    | 0    | 54        | 0         |
| Liverpool           | 2003–04             | Premier League      | 22     | 0      | 3      | 0      | 0          | 0          | 4       | 0       | —    | —    | 29        | 0         |
| Liverpool           | 2004–05             | Premier League      | 38     | 0      | 0      | 0      | 3          | 0          | 15      | 0       | —    | —    | 56        | 0         |
| Liverpool           | 2005–06             | Premier League      | 36     | 0      | 6      | 0      | 0          | 0          | 12      | 1       | 3    | 0    | 57        | 1         |
| Liverpool           | 2006–07             | Premier League      | 35     | 1      | 1      | 0      | 1          | 0          | 13      | 0       | 1    | 0    | 51        | 1         |
| Liverpool           | 2007–08             | Premier League      | 35     | 0      | 4      | 0      | 3          | 0          | 13      | 0       | —    | —    | 55        | 0         |
| Liverpool           | 2008–09             | Premier League      | 38     | 0      | 3      | 0      | 1          | 0          | 12      | 0       | —    | —    | 54        | 0         |
| Liverpool           | 2009–10             | Premier League      | 37     | 0      | 2      | 0      | 1          | 0          | 13      | 0       | —    | —    | 53        | 0         |
| Liverpool           | 2010–11             | Premier League      | 28     | 0      | 0      | 0      | 0          | 0          | 10      | 0       | —    | —    | 38        | 0         |
| Liverpool           | 2011–12             | Premier League      | 21     | 0      | 5      | 0      | 5          | 0          | —       | —       | —    | —    | 31        | 0         |
| Liverpool           | 2012–13             | Premier League      | 24     | 0      | 1      | 0      | 2          | 0          | 11      | 0       | —    | —    | 38        | 0         |
| Tổng cộng sự nghiệp | Tổng cộng sự nghiệp | Tổng cộng sự nghiệp | 508    | 3      | 40     | 0      | 35         | 0          | 148     | 1       | 6    | 0    | 737       | 4         |

1. 1 2 3 4  Ra sân tại UEFA Cup
2. 1 2 3 4 5 6  Ra sân tại UEFA Champions League
3. ↑  1 lần ra sân tại UEFA Super Cup, 1 lần ra sân tại FA Community Shield
4. ↑  6 lần ra sân tại UEFA Champions League, 5 lần ra sân tại UEFA Cup
5. ↑  2 lần ra sân tại FIFA Club World Cup, 1 lần ra sân tại UEFA Super Cup
6. ↑  Ra sân tại FA Community Shield
7. ↑  5 lần ra sân tại UEFA Champions League, 8 lần ra sân tại UEFA Europa League
8. 1 2  Ra sân tại UEFA Europa League

### Quốc tế
| Đội tuyển quốc gia | Năm       | Trận | Bàn |
| ------------------ | --------- | ---- | --- |
| Anh                | 1999      | 1    | 0   |
| Anh                | 2000      | 1    | 0   |
| Anh                | 2001      | 5    | 0   |
| Anh                | 2002      | 1    | 0   |
| Anh                | 2003      | 1    | 0   |
| Anh                | 2004      | 7    | 0   |
| Anh                | 2005      | 6    | 0   |
| Anh                | 2006      | 9    | 0   |
| Anh                | 2007      | 3    | 0   |
| Anh                | 2010      | 4    | 0   |
| Tổng cộng          | Tổng cộng | 38   | 0   |

## Danh hiệu

### Câu lạc bộ

#### Đội trẻ Liverpool
- FA Youth Cup: 1995–96

#### Liverpool
- FA Cup: 2000–01, 2005–06
- League Cup: 2000–01, 2002–03, 2011–12
- FA Community Shield: 2001, 2006
- UEFA Champions League: 2004–05
- UEFA Cup: 2000–01
- UEFA Super Cup:  2001, 2005

### Cá nhân
- PFA Team of the Year: 2005–06